# Вана-тург
Ва́на-тург (эст. Vana turg) — улица в историческом районе старый город Таллина, столицы Эстонии. Одна из самых старинных и коротких (протяжённость — 62 м) улиц Старого города.
Находится в непосредственной близости от Ратушной площади. Начинается от улицы Ванатуру-каэл, пересекается с улицами Вене и Виру и заканчивается на перекрёстке с улицами Суур-Карья и Кунинга.

## История
Во времена Российской империи улица носила название Старый рынок (нем. Alter Markt).
Находившийся ранее на улице рынок — один из старейших рынков Таллина, старше него был только рынок на Ратушной площади.
В прежние времена эта улица-площадь была одним из городских центров, о чём свидетельствует и сейчас сохранившаяся структура средневековых улиц — видно, что сюда стекаются пять дорог. В средние века здесь были начала пяти главных путей Эстонии — в городскую цитадель (Вышгород), в порт, через Пярну на Ригу, через Тарту на Псков и через Нарву на Новгород.
На рынке торговали иноземные купцы, особенно активно торговля стала развиваться с появлением в 1346 году у Ревеля, как у Ганзейского города, складочного права (нем. Stapelrecht). Распоряжение Ганзейского союза от 22 февраля 1346 года устанавливало запрет купцам Ганзы напрямую ввозить товары в Новгород. Следовало использовать гавани Ревеля, Пярну или Риги, где товары перегружали с кораблей и везли дальше по сухопутным столбовым дорогам или рекам. В результате множество ганзейских купцов переселились в Ревель, открывая представительства торговых контор и товарищества.

## Здания
| Номер дома | Изображение | Описание |
| ---------- | ----------- | --- |
| Дом 1      |             | Средневековое здание, получившее современный вид в XVII веке, когда три соседствующих амбара, очертания которых угадываются со стороны площади и теперь, были объединены в одно строение под общей крышей; . В настоящее время в здании работает ресторан «Olde Hansa». |
| Дом 2/4    |             | Банковский дом — здание начала XX века, построенное в неоготическом стиле, . Сегодня в здании размещается Посольство Республики Польши (официальный адрес Suur-Karja 1/ Vana turg 2) и ресторан-клуб «Mamma Mia Clazz».                                                 |
| Дом 6      |             | Средневековый дом, . Построен в 1434 году на месте более старого деревянного и имеет вид, обычный для купеческих домов готической эпохи. В настоящее время в здании работают ресторан «Peppersack» и кафе «Peppersack».                                                 |

## Улица в кинематографе
По улице идёт капитан Пауль Кригер (Олег Даль) во второй серии фильма «Вариант «Омега»».